# منى منصور
منى سليم صالح منصور «أم بكر» نائبة في المجلس التشريعي الفلسطيني بقائمة التغيير والإصلاح عن حركة المقاومة الإسلامية حماس، وزوجة القيادي في حركة حماس الشهيد جمال منصور. من مواليد مدينة نابلس شمال الضفة الغربية عام 1961م. لديها من الأبناء ولدين وثلاث بنات.
تعرضت للاعتقال من قبل إسرائيل، وتعرض بيتها للاقتحام من قبل قوات الأمن الفلسطينية التابعة لمحمود عباس في الضفة الغربية المحتلة.

## تعليم وعمل
حصلت على شهادة البكالوريوس في الفيزياء من جامعة النجاح الوطنية عام 1985م. ثم سافرت للأردن وعملت مدرسة في كلية المجتمع الإسلامي في الزرقاء. ثم عادت لفلسطين وعملت مدرسة في مدارس محافظة نابلس لمدة 9 سنوات.

### في العمل النسوي وشؤون المرأة
معروفة بنشاطها في مجال العمل النسوي وشؤون المرأة، فهي عضوة في الهيئة الإدارية لمركز جذور الثقافي في نابلس، وعضوة في الهيئة العامة لجمعية الاتحاد النسائي، كما أنها عضوة في الهيئة العامة لجمعية التضامن الخيرية والإسلامية ومن المؤسسين للمنتدى العالمي للبرلمانيين الإسلاميين.

## في المجلس التشريعي
فازت كمرشحة عن الحركة الإسلامية على القائمة النسبية لانتخابات المجلس التشريعي الفلسطيني الثانى في فبراير عام 2006 .
عضوة مؤسس في المنتدى العالمي للبرلمانيين الإسلاميين.
عضوة اللجنتين «السياسية» و«التربية والتعليم» في المجلس التشريعي الفلسطيني الثانى.
اعتقلت لدى قوات الاحتلال بتاريخ 21 يوليو 2008 وتم الإفراج عنها وهي ثاني امرأة تشغل منصب نائبة تعتقل من قبل قوات الاحتلال.